# Nemzeti Bajnokság I 1902
La Nemzeti Bajnokság I 1902 fue la segunda temporada del Campeonato de Fútbol de Hungría, participaron 5 equipos. El Budapesti TC se coronó campeón ganando dos ligas consecutivas.
Descendió el Budapesti SC a la NBII, y el goleador fue Miltiades Manno del equipo campeón, con 10 tantos.

## Tabla de posiciones
| Pos. | Equipo          | PJ | PG | PE | PP | GF | GC | Pts | Notas      |
| 1    | Budapesti TC    | 8  | 7  | 1  | 0  | 31 | 4  | 15  | Campeón    |
| 2    | Ferencvárosi TC | 8  | 4  | 1  | 3  | 14 | 13 | 9   |            |
| 3    | 33 FC           | 8  | 3  | 3  | 2  | 11 | 12 | 9   |            |
| 4    | Budapesti SC    | 8  | 2  | 0  | 6  | 4  | 33 | 4   | Descendido |
| 5    | MÚE             | 8  | 1  | 1  | 6  | 7  | 5  | 3   |            |

PJ = Partidos jugados; PG = Partidos ganados; PE = Partidos empatados; PP = Partidos perdidos; GF = Goles a favor; GC = Goles en contra; DG = Diferencia de gol; Pts = Puntos